# Torness

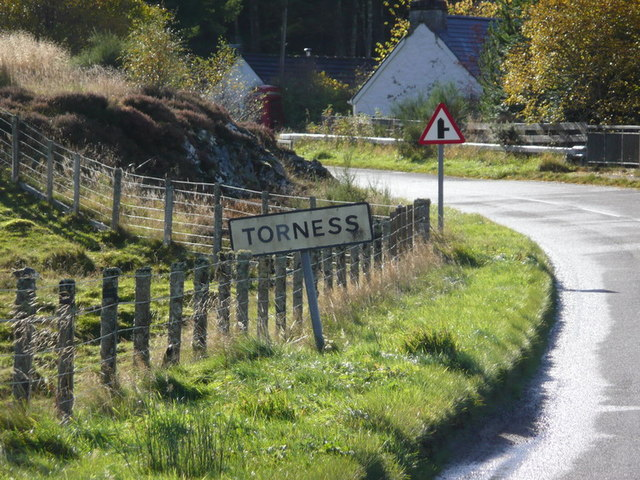
Ortseinfahrt von Torness

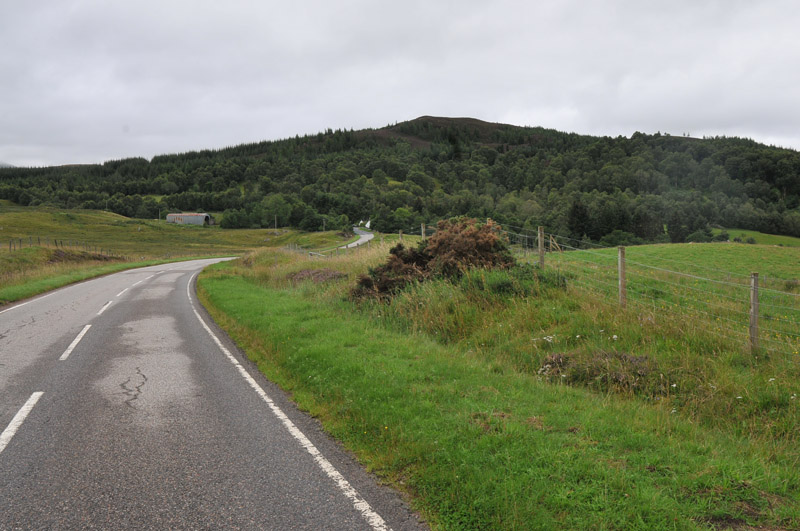
Landstraße nach Torness

Torness ist eine kleine Ortschaft, die etwa 20 Kilometer südlich von Inverness in der Region Highland im Norden von Schottland liegt. Von lokaler Bedeutung ist das näher gelegene Dores, als Sitz der Gemeindeverwaltung. In Bezug auf die traditionellen Grafschaften zählt Torness zu Inverness-shire.
Der Ort Torness umfasst nur wenige Häuser, die beiderseits des Flüsschens Farigaig liegen. Über dieses führt die B862, über die Torness zu erreichen ist, mittels einer Brücke. 